# Дэйн, Наполеон
Наполеон Джексон Текумсе Дэйн (Napoleon Jackson Tecumseh Dana) (15 апреля 1822 – 15 июля 1905) - американский кадровый военный, участник мексиканской войны, генерал федеральной армии в годы гражданской войны в США.

## Ранние годы
Дэйн родился в Форт-Салливан в Истпорте, штат Мэн в семье Натаниеля Дэйна, выпускника Вест-Пойнта и офицера-артиллериста, который служил в форта Салливан, и Мэри Энн Лэнгдон (1801-1868). Его отец умер, когда Дэйну было 11 лет. В 16 лет Дэйн поступил в военную академию Вест-Пойнт, которую окончил 29-м по успеваемости в выпуске 1842 года. Его определили в 7-й пехотный полк в звании второго лейтенанта.
Дэйн служил в форте Пайк в Луизиане (1842 - 1845), участвовал в оккупации Техаса и в последовавшей Мексиканской войне. Он участвовал в обороне форта Браун 3 - 9 мая 1846 года, в сражении при Монтеррей, а затем был переведён в армию Скотта и участвовал в его Мексиканской кампании. 6 февраля 1847 года получил звание первого лейтенанта. Он участвовал в осаде Веракруса и в сражении при Серро-Гордо, где был тяжело ранен при штурме телеграфного холма. За храбрость при Серро-Гордо ему было присвоено временное звание капитана (18 апреля 1847). С 1847 по 1848 год он находился на рекрутской службе. 3 марта 1848 года получил звание капитана штаба.
В 1848 году служил квартирмейстером в Бостоне, в 1848 - 1849 и 1851 - 1852 годах служил в форте Снеллинг в Миннесоте, в 1850-1851 годах служил в форте Гейнс в Миннесоте. 
1 марта 1855 года Дэйн подал в отставку из регулярной армии, но с 1857 по 1861 год служил бригадным генералом миннесотского ополчения.

## Гражданская война
Когда началась Гражданская война Дэйн вступил в Добровольческую армию и 2 октября 1861 года стал полковником 1-го Миннесотского полка вместо полковника Уиллиса Гормана, который возглавил бригаду. 21 октября Дэйн командовал этим полком во время сражения при Бэллс-Блафф. Уже 22 октября Дэйн принял командование бригадой Фредерика Лендера (который ушёл на должность командира дистрикта), которая состояла из трёх полков:
- 19-й Массачусетский пехотный полк, полковник Эдвард Хинкс
- 20-й Массачусетский пехотный полк, полковник Уильям Ли
- 7-й Мичиганский пехотный полк, полковник Ира Гровенор

В январе 1862 года в его бригаду был введён 42-й Нью-Йоркский пехотный полк. 3 февраля 1862 года Дэйн получил звание бригадного генерала.
Во главе бригады (в составе дивизии Седжвика) Дэйн участвовал в кампании на полуострове: при осаде Йорктауна, в перестрелке у Вест-Пойнта 8 мая 1862 года, в сражении при Севен-Пайнс, в сражении при Саваж-Стейшен, в перестрелках на Уайт-Оак-Свэмп, в сражении при Глендейле и в сражении при Малверн-Хилл.
В августе 1862 года II корпус был переведён в северную Вирджинию и принял участие в Мэрилендской кампании. 17 сентября 1862 года корпус был введён в бой во время сражения при Энтитеме. Генерал Самнер отправил в наступление дивизию Седжвика, которая была построена в три линии. Бригада Дэйна шла во второй линии за бригадой Гормана. Когда бригада Гормана втянулась в бой на своём фронте, крайний левый полк Дэйна (7-й Мичиганский) попал под огонь с фланга и стал разворачиваться влево. Дэйн отправил ему на помощь 42-й Нью-Йоркский полк. Оба полка попали под атаку бригад Барксдейла и Кершоу и были обращены в бегство. Сам Дэйн получил тяжёлое ранение и был отправлен в отпуск по болезни. Командование бригадой принял полковник Норман Холл.
29 ноября 1862 года Дэйн получил звание генерал-майора. С июля по август 1863 он командовал укреплениями Филадельфии. 11 - 15 июля он командовал дивизией в департаменте Дариуса Кауча.
Осенью 1863 года Дэйн возглавил дивизию (с 26 сентября по 3 января), а затем корпус в Департаменте Залива. В этой роли он участвовал в экспедиции из Бразос-Сантьяго в Ларедо и командовал федеральными войсками в сражении у Стирлинг-Плантейшен. 3 апреля 1864 года его перевели на Запад, где он стал служить в Теннессийской армии. С 19 августа во 28 ноября он командовал Виксбергским дистриктом, а в октябре-ноябре командовал XVI корпусом.
С 8 декабря 1864 по 14 мая 1865 года Дэйн командовал Миссисипским департаментом. Он был главным в регионе, когда в апреле 1865 года около Мемфиса взорвался пароход Султана с федеральными военнопленными на боту. Пароход был послан в Виксберг, чтобы забрать освобождённых военнопленных, и там ремонтировал протекающие котлы. Пароход оказался перегружен солдатами, которые стремились быстрее попасть домой. 27 апреля в 02:00 котлы парохода взорвались, что привело к гибели почти всех пассажиров. Дэйн провёл следствие по этому делу, но никто не был привлечён к суду. Тем не менее Грант отстранил Дэйна от командования департаментом, заменив его на генерала Уоррена.

## Послевоенная деятельность
27 мая 1865 года Дэйн подал в отставку из армии и занялся горным делом. В 1866 году об был главным агентом русско-американской кампании в Сан-Франциско. Он проработал там до 1871 года, совершая поездки по Калифорнии и Аляске. С 1872 года он стал железнодорожником: служил суперинтендантом некоторых дорог в Иллинойсе, а с 1878 по 1881 год служил комиссионером при железной дороге в Миссури. В 1885 году он был президентом железнодорожной компании Montana and Union Railway Company.
В 1894 года актом Конгресса Дэйну было присвоено звание капитана регулярной армии. Последние годы жизни он провёл в Вашингтоне. Он умер летом 1905 года во время визита в Портсмут (Нью-Гэмпшир). Его похоронили в Портсмуте, на кладбище Хармони-Гроув-Семетери.
В 1990 году в Монтеррее были изданы его воспоминания о Мексиканской войне.